# The Day Before
The Day Before foi um jogo eletrônico multiplayer de tiro, terror e sobrevivência de terror de sobrevivência desenvolvido pela Fntastic e publicado pela Mytona.
Sendo anunciado em 2021 e tendo seu acesso antecipado disponível em 7 de dezembro de 2023, de forma exclusiva para computador na Steam. O jogo apresenta um cenário pós-apocalíptico e se passando no futuro, o jogador terá que sobreviver a um apocalipse zumbi na cidade fictícia 'New Fortune City'
Durante o desenvolvimento do jogo foram levantadas inúmeras questões sobre sua legitimidade e sofreu acusações de ser um golpe financeiro. Além disso, processos legais envolvendo sua produtora, bem como por acusações de plágio e pedidos de licença de trabalho não remunerado dificultaram a produção do jogo, onde a produtora sempre negou tais casos.
Mais tarde, antigos funcionários da Fntastic acusaram os fundadores de péssima gerencia. Após o lançamento, The Day Before foi muito criticado pela crítica especializada, influenciadores, consumidores e jornalistas devido aos inúmeros problemas técnicos e falta de originalidade geral no jogo.
Apenas quatro dias após o lançamento do titulo, o jogo foi retirado da Steam, impossibilitado de fazer novas compras e a sua produtora Fntastic anunciou sua falência poucos dias após seu lançamento seus servidores permaneceram ligados até o mês seguinte, sendo desligados em 22 de janeiro de 2024.
O modo online do jogo durou apenas 46 dias desde o lançamento do acesso antecipado.

## Enredo
O jogo se passa em uma America pós-apocalíptica, com o mundo agora dominado por zumbis em uma pandemia. O jogador acorda em uma cidade fictícia chamada "New Fortune City", que fica localizada na Costa Leste dos Estados Unidos . Você se junta a outros sobreviventes em uma colônia para reconstruir a sociedade.

## Desenvolvimento e lançamento
The Day Before foi apresentado pela primeira vez em janeiro de 2021 em um vídeo do YouTube, com um trailer de gameplay que demonstravam as mecânicas básicas do jogo. Outro trailer foi lançado no mês seguinte, em fevereiro, com a produtora Fntastic chamando o jogo de "um verdadeiro avanço para o gênero de sobrevivência MMO".
Os co-fundadores da Fntastic, Eduard e Aysen Gotovtsev, apareceram nesse segundo trailer, afirmando que o jogo seria diferente de outros do gênero, com maior realismo e jogabilidade aberta, finalizando com eles comentando como "reinventaram tudo, desde os objetivos do jogo à forma como abordamos a qualidade da mecânica do jogo."
Em 15 de outubro de 2021, a Fntastic anunciou que a data do lançamento do jogo seria em 21 de junho de 2022. um mês depois da data prometida, eles anunciam no dia 5 de maio de 2022 que o jogo seria adiado, sob a justificativa da troca de engine, antes era a Unreal Engine 4 e passaria sua sucessora a 5. A nova data de lançamento havia sido definida para 1º de março do ano seguinte (2023).
Em maio de 2022, The Day Before se tornou o jogo mais adicionado à "lista de desejo" na Steam.
No dia 27 de junho, a Fntastic atualizou as informações de seu site para informar que era uma organização composta por "voluntários" remunerados e não remunerados. Embora os voluntários que "fizessem serviço" em tempo integral recebiam salário enquanto os "voluntários não remunerados" eram compensados com “certificados de participação” e códigos gratuitos.
Dois dias após essa atualização em seu site, a Fntastic divulgou um comunicado ao site de jogos WellPlayed, afirmando que "Voluntariado" na Fntastic significava que era uma pessoa que trabalhava voluntariamente por uma causa comum. e consideram todos os membros da equipe, incluindo os funcionários, de voluntários.
Em janeiro de 2023, a página do jogo foi retirada do Steam, com a Fntastic afirmando dois dias depois do ocorrido que tiveram problemas legais no registro da marca em torno do nome do jogo, sendo necessário mais um adiamento para 10 de novembro de 2023. . No entanto, os próprios fundadores do estúdio tornou essa explicação de adiamento contraditória, durante uma entrevista à IGN eles afirmaram que o atraso do lançamento do jogo já haveria sido planejada antes de eles terem problemas legais com o nome, e seria anunciado através de um novo trailer de jogo de dez minutos. Eles também negaram as alegações de que o jogo era um golpe, afirmando que estavam sendo apoiados pela publicadora Mytona e estariam sendo avaliados regularmente quanto ao seu progresso, e falaram que "não tiramos um centavo das pessoas: sem crowdfunding, sem pré-encomendas, sem doações".
Em 2 de fevereiro de 2023, meio de muitas especulações sobre o estado de desenvolvimento do jogo e suas promessas, a Fntastic lançou uma nova gameplay do jogo. No entanto, pouco tempo depois, vídeos relacionados ao The Day Before foram derrubados do YouTube devido as disputas de registro de marca.
Posteriormente, a Fntastic afirmou que estava sendo alvo de um desenvolvedor que teria posse de um aplicativo de calendário chamado "TheDayBefore". Em agosto de 2023, foi relatado que Mytona e Fntastic haviam registrado uma marca para um novo título chamado "Dayworld" .
Em 1 de novembro de 2023, foi anunciado que The Day Before seria lançado no Steam Early Access em 7 de dezembro de 2023. Até esse ponto o jogo tinha sofrido diversos atrasos, processos judiciais e acumulava licenças de trabalho não remuneradas, fora as acusações de plágio e de uso de mecanismos prontos, muitas vezes sendo acusado de ser um jogo Asset Flip.
Em 4 de dezembro de 2023, a Fntastic postou uma declaração oficial na sua conta do X, afirmando que não havia enganado ninguém, pois não havia ocorrido nenhum tipo de financiamento coletivo e negou as acusações do uso de assets prontos Uma semana depois da declaração oficial e quatro dias após o lançamento do "The Day Before", no dia 11 de Setembro de 2023, o jogo havia se tornado um dos jogos mais negativamente votados do ano, o que fez o estúdio que o produziu declarar seu encerramento, afirmando que o jogo havia "fracassado financeiramente", eles não tinham condições de continuar operando. No mesmo dia da declaração de falência, o jogo foi retirado da loja da Steam. O estúdio fechou oficialmente no dia 22 de dezembro e afirmou que todos os compradores seriam reembolsados. Os servidores do jogo continuaram online até 22 de janeiro de 2024, quando foram encerrados de forma permanentemente. Após o seu lançamento, um ex-funcionário da Fntastic afirmou que o jogo nunca foi concebido para ser um MMO.
Além disso, eles alegaram que os fundadores da Fntastic controlaram todos os aspectos do desenvolvimento do jogo, comprometendo na criatividade dos funcionários e impondo “muitas ideias estúpidas” e caso fossem questionados sobre as ideias eram ameaçados de serem demitidos
Após o encerramento do jogo em janeiro de 2024, outros desenvolvedores da Fntastic afirmaram que o design do jogo mudou unicamente para seguir com as tendências do mercado de jogos, os donos da empresa fugiram logo após seu lançamento.
Eles também alegaram que as condições de trabalho era muito difícil com o estúdio empregando programadores jovens de países do Leste Europeu quase sem remuneração, pois era provavelmente sua única oportunidade de trabalho, e os mesmos eram multados pelos resultados ruins.

## Recepção
Após seu lançamento de acesso antecipado, IGN criticou muitos dos aspectos do jogo e chamou-o de "totalmente decepcionante" e "facilmente um dos piores jogos que [eles] já jogaram".  um jornalista da Eurogamer escreveu que "a taxa de quadros é terrível e o pop-in é extenso, mesmo com a cidade parecendo sem alma" e resumiu "está claro que este é um jogo incrivelmente básico com pouco a oferecer". Rick Lane da GamesRadar+ disse: "Não há boas ideias, nenhuma mecânica distinta, nenhuma escolha estilística criativa e certamente nenhum personagem atraente."
The Day Before recebeu críticas "extremamente negativas" no Steam, muito dos jogadores criticando a falta de combate corpo a corpo, inteligência artificial nada inteligente, escolha de design, escala de mundo e muito problemas técnicos.
Outros sentiram que o jogo era semelhante a qualquer outro jogo de tiro , e não a um MMO como havia sido prometido Sua contagem de jogadores diminuiu 75% após dois dias de seu lançamento, e 90% por cento quatro dias após o lançamento.